# Wakacje Jasia Fasoli

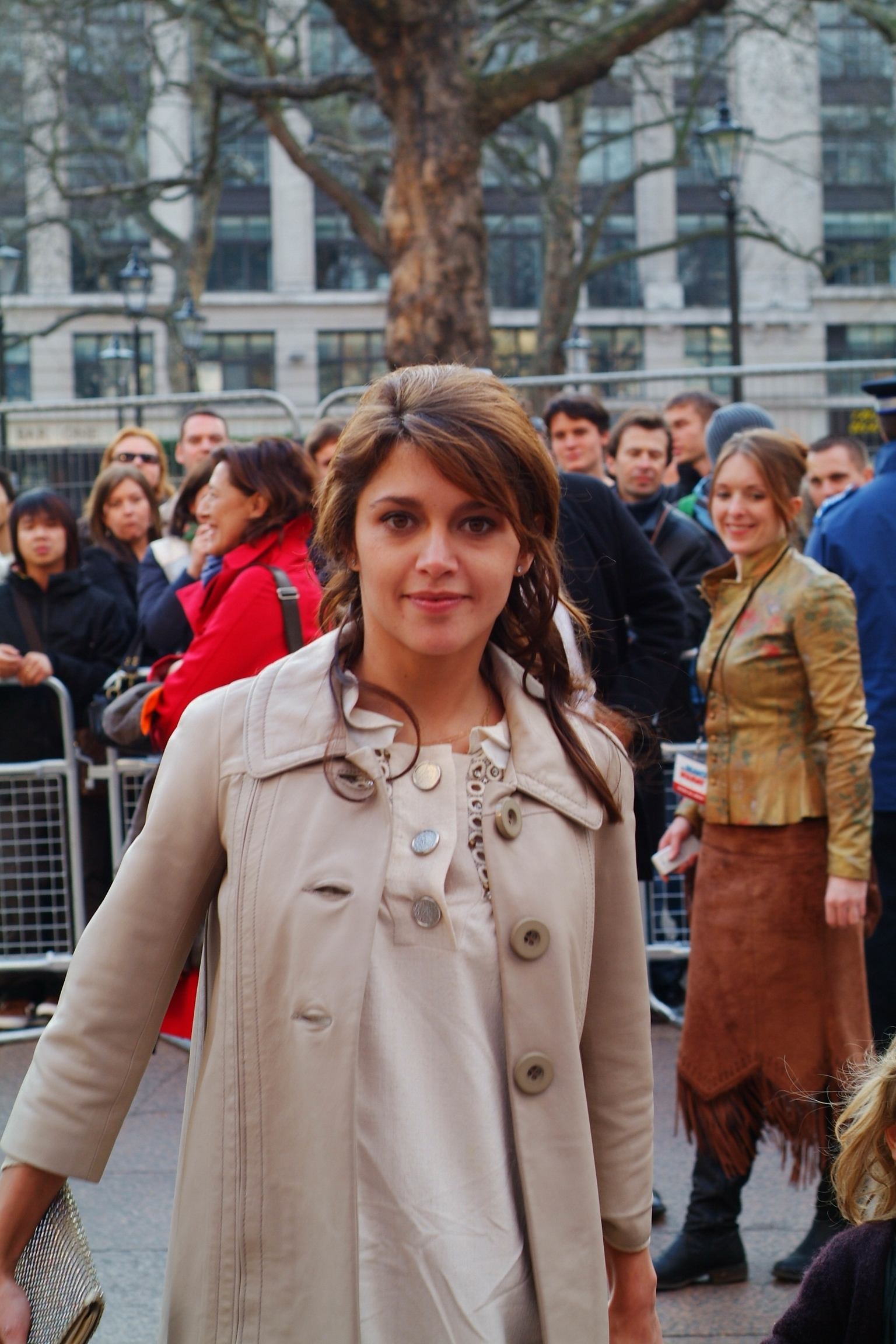
Emma de Caunes

Wakacje Jasia Fasoli (ang. Mr. Bean's Holiday) – brytyjski film komediowy o Jasiu Fasoli z 2007 roku.
Opowiada o podróży głównego bohatera na letni wypoczynek do francuskiego Cannes, gdzie właśnie odbywa się słynny Festiwal Filmowy.

## Fabuła
Akcja filmu zaczyna się w Anglii. Jaś Fasola (Rowan Atkinson) wygrał na loterii bilet do Francji, kamerę oraz 200 euro na drobne wydatki. Na początku swojej podróży spotyka znanego jurora i chce, żeby nakręcił scenę, gdy wchodzi do pociągu TGV, co udaje się po kilku próbach. Po nakręceniu przez jurora sceny Jaś wsiada do pociągu, lecz reżyser nie zdąża. Po krótkim czasie odkrywa, że juror zostawił w pociągu swojego syna.
Fasola chce coś zrobić, by syn reżysera wybaczył zaistniałą sytuację i chce mu pomóc w odnalezieniu taty. Początkowo chłopiec nie czuł sympatii do Fasoli, nawet mimo prób rozśmieszania. Tak jak powiedział mu ojciec, wysiada na następnej stacji. Fasola wysiada razem z nim, gdy zauważa, że wokół chłopca kręci się kloszard. Po chwili nadjeżdża pociąg, w którym jest ojciec Stepana, jednak nie zatrzymuje się na stacji. Juror pokazuje synowi numer telefonu i Fasola nakręca go kamerą. Jednak nie da się go odczytać w całości. Próbują więc dopasowywać niewidoczne końcówki numerów. To nie daje jednak żadnego rezultatu.
Później Jaś udaje się na rynek we francuskim miasteczku, gdzie występuje publicznie: tańczy oraz śpiewa z ukradzionym wcześniej głośnikiem. Gdy zaczyna udawać, że jest kobietą w operze, udaje mu się zebrać kilkaset euro. Jaś kupuje za nie bilet do autobusu, lecz przed wejściem do maszyny gubi go. W pogoni za nim trafia na kurzą farmę, zostawiając chłopaka samego.
Fasola łapie autostopa i próbuje uprowadzić stary motorower, co wobec możliwości pojazdu kończy się kompromitacją. Wiatr zatrzaskuje go przez przypadek w sławojce i uwalnia się z niej, przenosząc ją na ulicę, gdzie zostaje zniszczona przez samochód.
Dalej podróżuje więc pieszo i po zmroku trafia do miasteczka, które rano miało się okazać planem reklamy jogurtu. Naturalnie Fasola powoduje ogólną katastrofę i wysyła reżysera do szpitala. Opuszczając miasteczko, napotyka kobietę grającą w reklamie jogurtu, która chętnie zabiera go do Cannes.
Po drodze, w knajpie spotykają wcześniej „zagubionego” przez Fasolę chłopca i kontynuują podróż. Podczas pokazu filmu, na który docierała aktorka (który przez Jasia staje się pokazem jego podróży), chłopiec odnajduje się, a Fasola dociera na ukochaną plażę.